# Therese Zenz
Therese Zenz (n. 15 octombrie 1932, Merzig, Saarland, Germania – d. 22 octombrie 2019, Merzig, Saarland, Germania) a fost o caiacistă ce a reprezentat Germania, medaliată olimpică. A participat la 3 ediții ale Jocurilor Olimpice (1952, 1956, 1960) în care a câștigat 3 medalii de argint.